# Ermita del Santo Rostro (Honrubia)
La ermita del Santo Rostro es una ermita de estilo barroco del siglo XVIII situada en la localidad española de Honrubia, en la provincia de Cuenca, bajo la advocación del Santo Rostro.
En esta ermita destaca su retablo, diseñado en el siglo de su construcción (XVIII) por el arquitecto Jaime Bort.
En cuanto al edificio está fabricado en mampostería e imposta resaltada. El cimborrio tiene una inclinación para que la teja fina valenciana que lo forma permita la caída de aguas. Su interior se compone de una única nave con planta de cruz latina, como suele ser habitual, mientras la bóveda es de crucería con adornos de estuco en los entrepaños barrocos. El presbiterio está coronado por una cúpula de media naranja que se eleva sobre tambor, mientras en las pechinas hay pinturas al fresco.
La portada está construida en forma de arco de medio punto con casetones, enmarcado por dos columnas dóricas, mientras el frontón está partido y dispone de una ventana de baquetón enrejada. Sobre la ventana se encuentra un entablamento que remata en forma de hornacina de concha.
Sobre la fachada se encuentra una espadaña de dos cuerpos, la cual se halla rematada con volutas, pináculos y bolas. Retablo barroco del siglo XVIII diseñado por el arquitecto Jaime Bort.